# Szólád
Szólád est un village et une commune du comitat de Somogy en Hongrie.